# Strijkkwartet nr. 1 (Norgard)
Per Nørgård voltooide zijn Strijkkwartet nr. 1 Quartetto breve gedurende 1952.
Het eerste strijkkwartet is geschreven toen de componist nog hevig onder de invloed was van de muziek van Jean Sibelius en Vagn Holmboe, zijn docent. Het kwartet doet daarom klassiek aan. Het valt in twee secties uiteen: Lento, poco rubato en Allegro resoluto.
De titel Quartetto breve betekent kort (brevis) kwartet (quartetto).

## Discografie en bronnen
- Uitgave Kontrapunkt: Kontra Kwartet (niet meer verkrijgbaar)
- Edition Wilhelm Hansen